# Noelia (nombre)
Noelia es un nombre de pila de mujer en español.

## Etimología
Se trata de un nombre hispano de origen francés, procedente de Noël (en español: Noel) nombre propio masculino y palabra empleada para designar la Natividad, del latín, nacimiento.

## Variantes
| Variantes en otros idiomas |                |
| Español                    | Noelia         |
| Francés                    | Noëlle, Noélie |
| Inglés                     | Nelly, Noelle  |

## Santoral
La celebración del santo de Noelia se corresponde con el día 25 de diciembre.

## Personajes célebres
- Noelia Lorenzo Monge. Cantante puertorriqueña.
- Noelia López. Modelo española.
- Silvina Noelia Luna. Modelo, vedette, y actriz argentina.
- Noelia Castaño. actriz argentina.
- Noelia Marzol. actriz y presentadora argentina.

## Curiosidades
- Una de las canciones más célebres cantadas a Noelia, fue compuesta por el cantante español Nino Bravo.